# テレンス・ヒル
テレンス・ヒル（Terence Hill, 本名：マリオ・ジロッティ（Mario Girotti）、1939年3月29日 - ）は、イタリアの俳優。

## 概要
ヴェネツィアでイタリア人の父とドイツ人の母の間に生まれる。
1951年、12歳で子役としてデビュー。その後1960年代半ばの一時期、西ドイツ映画界で活躍した後再びイタリアに戻り、ジュゼッペ・コリッツィに見出されてマカロニ・ウェスタンに多く出演、その多くやコメディ映画でバッド・スペンサーと共演し、「オリバー・ハーディ&スタン・ローレル以来の最大のギャグコンビ」として知られた。近年は映画・テレビドラマ監督としても活躍している。

## 主な出演作品

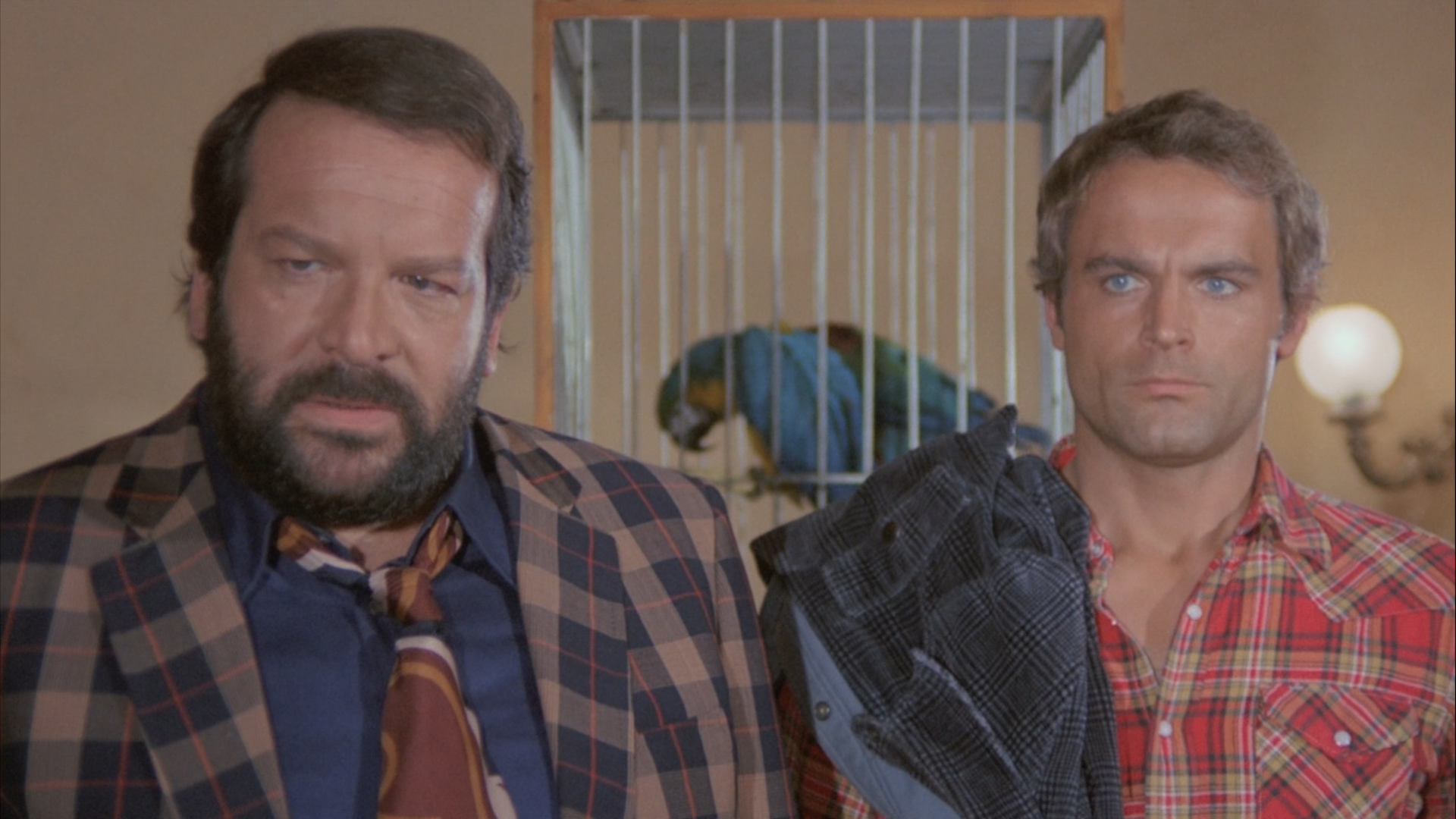
映画『サンド・バギー/ドカンと3発』（1974年）でバッド・スペンサー（右）と。

- ギャングと過ごすヴァカンス Vacanze col gangster (1951)
- 沈黙の家 La voce del silenzio (1953)
- 希望の道 Il viale della speranza (1953)
- 空挺部隊 Divisione Folgore (1954)
- 逃亡者 Gli sbandati (1955)
- 青い大きな海 La grande strada azzurra (1957)
- 恋はすばやく Anna di Brooklyn (1958)
- 製鉄所長 Il padrone delle ferriere (1959)
- カルタゴ Cartagine in fiamme (1959)
- ハンニバル Hannibal (1959)
- アラジンと女盗賊 Le meraviglie di Aladino (1961)
- 海賊魂 Il dominatore dei 7 mari (1962)
- 地上最笑の作戦 Il giorno più corto (1963)
- 山猫 Il gattopardo (1963)
- 大酋長ウィネットー Winnetou - 2. Teil (1964)
- 荒野の決断 Unter Geiern (1965)
- ヴィエナ超特急 Schüsse im 3/4 Takt (1965)
- 西部のリトル・リタ〜踊る大銃撃戦 Little Rita nel West (1966)

※これまでは本名のマリオ・ジロッティ（Mario Girotti）でクレジット。
- 神は許せど俺は許さず Dio perdona... Io no! (1967)
- 皆殺しのジャンゴ/復讐の機関砲 Preparati la bara! (1968)
- 荒野の三悪党 I quattro dell'Ave Maria (1968)
- 風来坊/花と夕日とライフルと… Lo chiamavano Trinità... (1970)
- 風来坊II/ザ・アウトロー ...continuavano a chiamarlo Trinità (1971)
- ミスター・ノーボディ Il mio nome è Nessuno (1973)
- サンド・バギー/ドカンと3発 ...altrimenti ci arrabbiamo! (1974)
- ミスター・ノーボディ2 Un genio, due compari, un pollo (1975)
- ミスター・ビリオン Mr. Billion (1976)
- 笑う大捜査線 I due superpiedi quasi piatti (1977)
- 外人部隊フォスター少佐の栄光 March or Die (1977)
- 奇数と偶数 一発勝負（笑激のギャンブルマン） Pari e dispari (1978)
- レッドオメガ追撃作戦 Poliziotto superpiù (1980)
- 笑激のボンゴボンゴ島!! Chi trova un amico trova un tesoro (1981)
- いけ! いけ! スパイ大作戦 Nati con la camicia (1983)
- Don Camillo (1983) 兼 監督
- 笑激のダブル・トラブル Non c'è due senza quattro (1984)
- マイアミ・スーパーコップ Miami Supercops / I poliziotti dell'8ª strada (1984)
- ビッグ・ファイター Renegade, un osso troppo duro (1987)
- ラッキー・ルーク Lucky Luke (1991) 兼 監督
- ラッキー・ルーク Lucky Luke (1992) テレビドラマ
- Botte di Natale (1994) 兼 監督
- ポイント・オブ・デッド/復讐捜査線 Cyberflic (1997)
- マッテオ神父の事件簿 Don Matteo (2000 - ) テレビドラマ
- Un passo dal cielo (2011 - 2015) テレビドラマ